# Brandes de Montmorillon
Brandes de Montmorillon este o arie protejată (sit de importanță comunitară — SCI) din Franța întinsă pe o suprafață de 2.779 ha, integral pe uscat.

## Localizare
Centrul sitului Brandes de Montmorillon este situat la coordonatele 46°24′31″N 0°57′12″E / 46.40861°N 0.95333°E.

## Înființare
Situl Brandes de Montmorillon a fost declarat arie specială de conservare în baza directivei 92/43 din 1992 referitoare la conservarea habitatelor naturale și a faunei și florei sălbatice pentru a proteja 2 specii de plante și 15 specii de animale.

## Biodiversitate
Situată în ecoregiunile atlantică și continentală, aria protejată conține 19 habitate naturale: Pajiști uscate europene, Pajiști cu Molinia pe soluri calcaroase, turboase sau argilos-nămoloase (Molinion caeruleae), Roci stâncoase cu vegetație pionieră de Sedo-Scleranthion sau Sedo albi-Veronicion dillenii, Păduri acidofile de stejar bătrân cu Quercus robur pe câmpii nisipoase, Ape stătătoare oligotrofe până la mezotrofe, cu vegetație de Littorelletea uniflorae și/sau de Isoëto-Nanojuncetea, Pajiști umede atlantice temperate cu Erica ciliaris și Erica tetralix, Liziere de ierburi înalte hidrofile de câmpie și de nivel montan până la alpin, Mlaștini calcaroase cu Cladium mariscus și specii de Caricion davallianae, Izvoare petrifiante cu formare de travertin (Cratoneurion), Lacuri eutrofice naturale cu vegetație de tip Magnopotamion sau Hydrocharition, Depresiuni pe substraturi de turbă de Rhynchosporion, Păduri de stejar galițio-portugheze cu Quercus robur și Quercus pyrenaica, Ape puternic oligomezotrofe cu vegetație bentonică cu Chara spp., Fânețe de joasă altitudine (Alopecurus pratensis, Sanguisorba officinalis), Păduri aluvionare cu Alnus glutinosa și Fraxinus excelsior (Alno-Padion, Alnion incanae, Salicion albae), Formațiuni ierboase bogate în specii de Nardus, dezvoltate pe substraturi silicioase în zone montane (și în zone submontane, în Europa continentală), Ape oligotrofe în general din solurile nisipoase vest-mediteraneene, cu un conținut foarte redus de minerale, cu Isoetes spp., Mlaștini alcaline, Mlaștini turboase de tranziție și turbării mișcătoare.
La baza desemnării sitului se află mai multe specii protejate:
- plante (2): Caldesia parnassifolia, Luronium natans
- amfibieni (1): triton cu creastă (Triturus cristatus)
- mamifere (6): liliac cârn (Barbastella barbastellus), liliac cu urechi mari (Myotis bechsteinii), liliac cărămiziu (Myotis emarginatus), liliac comun (Myotis myotis), liliacul mare cu potcoavă (Rhinolophus ferrumequinum), liliacul mic cu potcoavă (Rhinolophus hipposideros)
- nevertebrate (7): croitorul mare al stejarului (Cerambyx cerdo), Coenagrion mercuriale, fluturele auriu (Euphydryas aurinia), libelule (Leucorrhinia pectoralis), rădașcă (Lucanus cervus), fluturele purpuriu (Lycaena dispar), Rosalia alpina
- reptile (1): țestoasa de baltă (Emys orbicularis)

Pe lângă speciile protejate, pe teritoriul sitului au mai fost identificate 80 de specii de plante, 1 specie de păsări, 6 specii de amfibieni, 10 specii de mamifere, 10 specii de nevertebrate, 5 specii de reptile.